# برایزه
برایزه (به فرانسوی: Braize) یک کمون در فرانسه است که در canton of Cérilly واقع شده‌است. برایزه ۲۰٫۹۵ کیلومتر مربع مساحت دارد ۲۳۰ متر بالاتر از سطح دریا واقع شده‌است.